# Macià Guarro i Ribé
Macià Guarro i Ribé (Montblanc, 21 de febrer del 1863 - 17 d'agost del 1953) va ser un advocat i polític. El nom de Macià és una variant catalana de Maties, per això en alguns escrits enlloc de Macià, hom troba Maties.
Va realitzar els estudis primaris a l'escola del seu pare, Macià Guarro i Casanovas, i el batxillerat a l'institut de Tarragona; es llicencià en Dret per la Universitat de Barcelona (1883). A nivell professional, exercí d'advocat durant més de seixanta anys, fou jutge municipal (1903), president del Centro Unión Republicana (1905), fiscal municipal i jutge de primera instància (1937).
En l'àmbit polític, als 25 anys ja fou conseller de l'ajuntament de Montblanc i, després, fou batlle de Montblanc des de l'1 de juliol de 1899 al primer de gener de 1902. Posteriorment va ser diputat provincial (1914) i novament alcalde de la vila (1931), conseller d'ensenyament i membre del Consell Permanent de la Mancomunitat de Catalunya (1919) que presidí Puig i Cadafalch. Políticament milità en el partit republicà, sent un dels que proclamaren la República a la vila (1931). El 1930 era el president de l'Associació d'Esquerra.